# Guilde spatiale
 (août 2024).
- Si vous ne connaissez pas le sujet, laissez ce bandeau (vous pouvez alors contacter les auteurs).
- Si vous supprimez le contenu mis en cause (vous pouvez préalablement contacter les auteurs),

argumentez précisément cette suppression dans la page de discussion
(un manque de référence n'est pas un argument ; une recherche réelle de référence doit avoir été effectuée, être formellement documentée).
La Guilde spatiale est une des organisations du cycle de fiction de Dune, créée par Frank Herbert. Son siège est situé sur la planète Jonction.

## Histoire

Analemme symbole avec oriflammes de la Guilde spatiale.

La Guilde spatiale fut créée en l’an 0 du calendrier impérial, celui-ci étant daté depuis sa création. Il s’agit d’un des trois piliers d’équilibre de l’Humanité (organisé par la Grande Convention), au côté de la CHOM avec laquelle elle a des intérêts communs importants.
Son symbole est un analemme blanc représentant le caractère infini de l’univers couvert par la Guilde ; « à côté du grand analemme blanc de la Guilde spatiale, le symbole de l’univers, l’infini ».

## Vaisseaux
Les vaisseaux sont dirigés par des Navigateurs et propulsés par des générateurs Holtzmann.

### Longs-courriers
Les vaisseaux de la Guilde, dirigés par des Navigateurs, sont pour la plupart des longs-courriers. Ce sont de grands vaisseaux en grande partie vides, qui peuvent contenir de nombreux vaisseaux plus petits, ou de colossales quantités de marchandises. Les ressources nécessaires à la préparation d’un Long-courrier constituent la plus grande partie du prix d’un transport. Il existe également une série de vaisseaux plus petits, aux potentiels offensifs plus importants[réf. nécessaire].

### Non-vaisseaux
La technologie richèsienne permet la création de « non-vaisseaux », dissimulés à tout talent de prescience. Les Navigateurs peuvent les déplacer, mais aucun prescient extérieur (pas même un autre navigateur) ne peut les détecter. Ces vaisseaux sont généralement équipés d’un système ixien de guidage automatisé, permettant de se passer de Navigateur si besoin est, mais la Guilde insiste pour toujours en embarquer un, afin de prouver son indépendance par rapport à cette technologie considérée comme dangereuse et à la limite de l’hérésie (voir la question des atomiques et des machines pensantes).

## Politique

### Neutralité
La Guilde suit un principe de neutralité. Elle transporte sans discrimination toute faction capable de payer les coûts du transport, que ce soit pour des troupes, des armes, mais aussi n’importe quelle marchandise. Elle possède le monopole absolu des voyages spatiaux car seuls ses Navigateurs sont capables de diriger les vaisseaux, mais aussi parce qu’il s’agit de la seule organisation de l’Univers ayant les moyens de construire et entretenir des vaisseaux spatiaux. Ce monopole garantit à la Guilde d’importants revenus, lui permettant de se procurer de l’épice même en temps de crise.

### Relation avec l’épice
La Guilde est très concernée par les décisions politiques prises sur Arrakis. En effet, la Guilde est le plus gros consommateur d’épice, celle-ci étant utilisée comme un carburant mental et un agent de mutation pour ses navigateurs qui en sont totalement dépendants, en particulier pour trouver une voie sûre dans l’espace.

## Navigateurs

### Formation
Les Navigateurs sont initialement des êtres humains normaux ayant muté sous l’effet d’une forte exposition à l’épice sous forme gazeuse, dans une cuve spéciale.

### Vie
Les Navigateurs passent la totalité de leur existence dans de grosses cuves emplies de gaz d’épice, dans une quasi impesanteur. Ils quittent rarement leurs vaisseaux, et doivent à ces moments être tractés par des servants qui déplacent la cuve.

### Physiologie
Les Navigateurs sont physiquement très différents des êtres humains. Ils ressemblent vaguement à un croisement hypothétique entre humains et poissons. Cette impression est accentuée par les mouvements natatoires qui leur permettent de rester en suspension dans leurs cuves de gaz d’épice.

### Prescience
La relation entre les Navigateurs et l’épice est très importante. Non seulement parce que les Navigateurs doivent respirer du gaz d’épice pour survivre, mais surtout parce que ce gaz leur permet d’obtenir une forme limitée de prescience. Ceci les rend capables de diriger et de propulser les vaisseaux à vitesse transluminique sans encombre. Sans cette prescience, tout voyage spatial serait impossible, ou extrêmement dangereux, les risques de collision avec toutes sortes d’obstacles se trouvant multipliés.
La prescience des Navigateurs permet aussi une forme limitée de télépathie à très faible distance.